# Euxoa dissona
Euxoa dissona (tên tiếng Anh: Dissonant Dart) là một loài bướm đêm thuộc họ Noctuidae. Nó được tìm thấy ở đông bắc Bắc Mỹ, bao gồm Quebec, Newfoundland và Labrador, Northwest Territories, Manitoba và New Hampshire.